# TEWI
TEWI – akronim od ang. Total Equivalent Warming Impact), czyli Całkowity (globalny) równoważnik tworzenia efektu cieplarnianego – wskaźnik ten uwzględnia bezpośrednią zdolność czynnika do tworzenia tego efektu oraz pośredni wpływ na jego tworzenie poprzez zużycie energii przez eksploatowane urządzenie chłodnicze.